# PDP-6

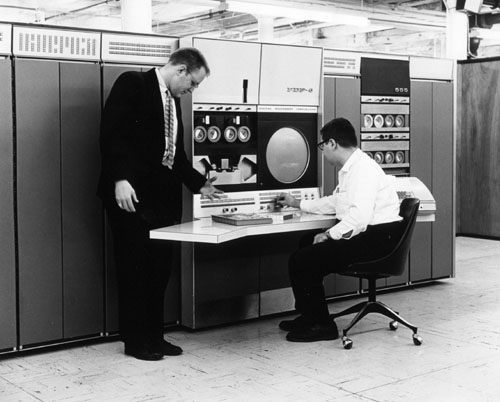
PDP-6を操作するゴードン・ベルとアラン・コトック(1964)

PDP-6は、1963年にディジタル・イクイップメント・コーポレーション(DEC)が開発したPDPシリーズコンピュータの1モデル。後に開発されたPDP-10の原型であり、両者の命令セットはほぼ同じである。

## ハード仕様
PDP-6はDEC初の大型機である。IBM、ハネウェル、ゼネラル・エレクトリックなどの当時の大型汎用機で一般的な36ビットワードを採用していた。アドレス指定は初期のDECのマシンと同一の18ビットで、主記憶容量は最大256Kワードである。メモリには磁気コアメモリが使用され、32,768ワードのメモリを搭載するのが一般的であった(8ビットバイト換算すると144KB)。
命令セットアーキテクチャは「one-and-a-half address」に分類される。命令のオペランドには1つの完全な18ビットアドレスと4ビットのアドレスがあり、後者はメモリの0番地から15番地までを指してそこを「アキュムレータ」(AC)として使用する。また、さらに別の4ビットのフィールドで同じメモリ上のAC群のひとつをインデックスレジスタとして指定できる(ただしAC0は指定できない)。
ほとんどのPDP-6システムはオプションの Type 162 高速メモリを装備しており、これはトランジスタによるフリップフロップで構成された16ワード分のメモリである。磁気コアメモリの先頭16ワードを4倍の速度で動作する高速メモリ(高速アキュムレータ、あるいは高速ACとも呼ぶ)で置き換えることができる。

### 製造
PDP-6の6205基板は、大型(11×8インチ)で1ビット分の回路(算術レジスタAR、メモリバッファMB、乗数商レジスタMQ)を構成している(従って36枚の6205が必要)。88個のトランジスタを搭載し、両面基板で、18ピンのコネクタと22ピンのコネクタがそれぞれ両端にある。このような形状であるため保守作業が非常に難しかった。また、電源を切っただけで6205基板が故障するということが度々あった。この苦い経験からPDP-10の初期モデルのKA10とKI10では小さい基板だけで構成するよう設計された。大型の基板を再度使うようになったのはKL10以降となる。

## オペレーティングシステム
PDP-6では、2つの機能によってタイムシェアリングシステムをサポートしていた。1つはステータスビットによる動作モードの選択機能("Executive"と"User"で、後者はI/Oなどへのアクセスが制限される)、もう1つはリロケーション/プロテクションレジスタによってユーザーアドレス空間を主記憶装置の一部領域に制限する機能である(PDP-10ではもう1本のリロケーション/プロテクションレジスタで共有セグメントを追加可能とした)。主に使用されたオペレーティングシステム(OS)は、後にTOPS-10となるOSの初期のバージョンで、ソースコードが付属していたためサイトによってはカスタマイズして使用していた。MITのITSオペレーティングシステムもPDP-6上で開発が始まったものである。
PDP-6はデュアルDECtapeを4台搭載することにより、ディスクドライブがなくてもタイムシェアリング機能を利用でき、4～6人のユーザーによる同時利用に耐えた。同じシステムでPRO2ディスクドライブが1台あれば、20～39人が楽に同時利用できる真のタイムシェアリングを使えた。

## 販売実績
PDP-6は23台しか販売されず、あらゆるDECマシンの中でも最も少ない。複雑で高価であり、顧客のサイトでインストールして使用できるようにするのも大変だった。加えて販売部門としてもPDP-6を売りにくい事情があった。PDP-6が市場に出て間もなく、DECは小型機市場に専念するために36ビット市場からは撤退するとしていたのである。その後DECが新たな36ビット機を計画しているとの噂が広まり、後にそれがPDP-10としてリリースされることとなった。
DEC経営陣はPDP-6の販売先が大学などの技術的リーダーであったことから、このシステムに価値があると考えた。科学技術分野への進出の足場にもなり、最先端のユーザーから技術動向を知ることもでき、DECのマシンに親しんだ新たな従業員候補が育つといった利点があったのである。

## 博物館
スタンフォード大学のPDP-6は、稼動状態で1984年12月にボストンコンピュータ博物館(コンピュータ歴史博物館の前身)に寄贈された。その所蔵品の大部分はカリフォルニア州マウンテンビューのコンピュータ博物館に移送されたが、PDP-6は現在では残っていない。コンピュータ歴史博物館には Type 162 高速メモリが残されている。完全な形のPDP-6は現存しない。